# 文禄・慶長の役の戦闘一覧
文禄・慶長の役の戦闘一覧（ぶんろく・けいちょうのえきのせんとういちらん）
1592年
- 釜山鎮の戦い
- 多大鎮の戦い
- 東萊城の戦い
- 尚州の戦い
- 忠州の戦い
- 加藤清正のオランカイ侵攻
- 玉浦海戦
- 泗川海戦
- 臨津江の戦い
- 唐浦海戦
- 唐項浦海戦
- 閑山島海戦
- 大同江の戦い
- 全州の戦い
- 清州の戦い
- 釜山浦海戦
- 第一次晋州城攻防戦
- 龍仁の戦い

1593年
- 平壌包囲戦
- 碧蹄館の戦い
- 幸州山城の戦い
- 第二次晋州城攻防戦

1597年
- 漆川梁海戦
- 南原城の戦い
- 鳴梁海戦
- 第一次蔚山城の戦い

1598年
- 順天城の戦い
- 第二次蔚山城の戦い
- 泗川の戦い
- 露梁海戦